# Silicone Soul
I Silicone Soul sono un duo britannico di produzione di musica house, originario di Glasgow e attivo dalla fine degli anni '90.
Hanno prodotto tre album per l'etichetta discografica Soma Quality Recordings. In seguito il duo ha fondato una propria etichetta, denominata Darkroom Dubs, con la quale ha distribuito l'ultimo album.
Il loro singolo più famoso, Right On!, nel 2001 ha riscosso un grande successo in Europa, arrivando in testa alla classifica britannica UK Dance Singles Chart nell'ottobre dello stesso anno.

## Formazione
- Craig Morrison
- Graeme Reedie

## Discografia

### Album
- A Soul Thing - 2000
- Staring into Space - 2005
- Save Our Souls - 2006
- Silicone Soul - 2009

### Singoli
- Right On! - 2001